# Кулинарная манга
Кулинарная манга (яп. 料理漫画 рё:ри манга), также манга о кулинарии, кулинарный жанр манги — жанр японской манги и аниме, в котором приготовление еды, процесс принятия пищи или питьё являются центральным элементом сюжета. Жанр приобрёл широкую популярность в начале 1980-х годов в результате «бума гурманов», связанного с японским финансовым пузырём.

## История
В то время как манга уже давно содержала в себе отсылки к еде и кулинарии, кулинарная манга не выделялась в отдельный жанр до 1970-х годов. Рост интереса к кулинарной манге был связан с ростом среднего дохода семьи в 1970-х годах и возможностью обычных японских семей питаться вне дома.
Этот жанр приобрёл широкую популярность в начале 1980-х годов в результате «бума гурманов» в Японии, когда экономический рост, связанный с японским финансовым пузырём, открыл доступ к предметам роскоши и привёл к тому, что кулинарное искусство стало популярным хобби.
На сегодняшний день выпущено около 1000 произведений в жанре «кулинарная манга».

## Особенности
В книге Manga! Manga! The World of Japanese Comics Фредерик Л. Шодт относит кулинарную мангу к «рабочей манге», категории о деятельности различных профессий, в которых особое внимание уделяется «упорству перед лицом невероятных трудностей, мастерству и стремлению к совершенству». Главными героями часто являются «молодёжь из неблагополучных семей, которые приходят в профессию и становятся лучшими во всей Японии». Отдельные главы кулинарной манги обычно посвящены определённому блюду и этапам его приготовления.
В то время как истории по-прежнему содержат обычные элементы повествования, такие как развитие сюжета и персонажей, внимание значительно акцентируется на технических аспектах приготовления и приёма пищи или питья. В такой манге часто содержатся подробные описания или реалистичные иллюстрации самого блюда; также может прилагаться рецепт. Акцентирование на характерных для японской кухни ингредиентах уточняется ещё и объяснением их предназначения. Таким образом, зритель не только получает новую информацию, но и узнает способы применения.
По мнению Руфовой Е. С. и Матаннановой А. А, «кулинарные аниме не только знакомят зрителя с японской кухней, но и пропагандируют здоровый образ жизни». В статье они приводят в пример аниме «Подземелье вкусностей», где один из героев рассказывает членам своей команды о важности правильного питания. Также в статье Руфовой Е. С. и Матаннановой А. А. даётся более полное описание особенности кулинарного жанра аниме с точки зрения лингвосемиотики: «Кулинарный жанр аниме делает лингвосемиотическую сферу глюттонии основой повествования, через которую раскрываются мир произведения, персонажи, их характер, предпочтения и мировоззрение».
Кулинарная манга — это многожанровая категория, в которой могут содержаться элементы романтики, детектива, мистики и других жанров. Возраст и пол главного героя кулинарной манги обычно указывают на целевую аудиторию произведения, причём она может быть как мужской, так и женской; в то время как приготовление домашней пищи в Японии, как и на Западе, считается женским занятием, профессиональная кулинария, как правило, считаются мужским делом. Кулинарная манга включает в себя различные кухни мира, не ограничиваясь исключительно японской.